# نواب ابراهیمی
نواب ابراهیمی (زادهٔ ۱۳۶۹ تهران) آشپز، شهروند اینترنتی و فودبلاگر است. او در شبکه‌های اجتماعی ویدیوهایی از پخت غذاهای ایرانی منتشر می‌کند.

## بازداشت
نواب ابراهیمی پس از انتشار پست‌هایی دربارهٔ آموزش «کتلت»، میرزاقاسمی و چند غذای دیگر در ۱۳ دی ۱۴۰۱ در  سالمرگ قاسم سلیمانی و در جریان خیزش ۱۴۰۱ ایران توسط نیروهای امنیتی جمهوری اسلامی بازداشت و به زندان اوین منتقل شد. همزمان رستوران او در تهران پلمب و حساب کاربری‌اش در اینستاگرام از دسترس خارج شد. قضیه کتلت از این قرار است که وقتی قاسم سلیمانی فرمانده نیروی قدس سپاه پاسداران انقلاب اسلامی سحرگاه ۱۳ دی ۱۳۹۸ در حمله پهپادی در حوالی فرودگاه بغداد کشته شد مخالفان جمهوری اسلامی در شبکه‌های اجتماعی اصطلاح کتلت را برای آنچه بر سر وی آمد باب کردند. برخی مخالفان جمهوری اسلامی نیز از سالگرد او با عنوان روز کتلت یاد کردند. او پس از دو هفته در ۲۶ دی ۱۴۰۱ با قرار وثیقه از زندان آزاد شد.

## واکنش‌ها
خبر بازداشت نواب ابراهیمی پس از منتشر کردن دستور پخت کتلت، بازتاب جهانی با ابراز تعجب یا تمسخر پیدا کرد. رسانه‌های بین‌المللی از جمله روزنامه‌های گاردین، ایندیپندنت و دیلی میرور در بریتانیا، ماویل، اس بی آی، ترند دوتان، رادیو فرانس انترناسیونال و تعدادی دیگر از رسانه‌های فرانسوی و فرانسوی زبان، خبرگزاری آژانس دیتالیا، روزنامه لا استامپا و تعدادی دیگری از رسانه‌های خبری ایتالیا و همچنین رسانه‌های اسرائیلی خبر بازداشت او را منتشر کردند.
علی کریمی در واکنش به بازداشت او در پستی نوشت «حداقل لیست جدید غذاهایی که برای نظامتان خطرناک نیست را اعلام کنید که کسی پا روی خط قرمزتان نگذارد.» حسن شماعی‌زاده و مهرداد پولادی نیز از جمله کسانی بودند که نسبت به بازداشت او واکنش نشان دادند.
طرفداران جمهوری اسلامی بر روی در و دیوار رستوران پلمپ شده او شعارهایی علیه او و در حمایت از قاسم سلیمانی نوشته‌اند. همچنین کاربران حامی جمهوری اسلامی آموزش غذای کتلت توسط او را توهین به قاسم سلیمانی عنوان کردند و از بازداشت نواب ابراهیمی دفاع کردند.